# Piz Pombi
Piz Pombi är en bergstopp i Schweiz.   Den ligger i regionen Moesa och kantonen Graubünden, i den sydöstra delen av landet, 150 km öster om huvudstaden Bern. Toppen på Piz Pombi är 2 967 meter över havet, eller 264 meter över den omgivande terrängen. Bredden vid basen är 1,1 km.
Terrängen runt Piz Pombi är huvudsakligen mycket bergig. Runt Piz Pombi är det mycket glesbefolkat, med 7 invånare per kvadratkilometer.. Närmaste större samhälle är Mesocco, 4,1 km nordväst om Piz Pombi. 
Trakten runt Piz Pombi består i huvudsak av gräsmarker.